# Annona cuspidata
Annona cuspidata är en kirimojaväxtart som först beskrevs av Carl Friedrich Philipp von Martius, och fick sitt nu gällande namn av H. Rainer. Annona cuspidata ingår i släktet annonor, och familjen kirimojaväxter. Inga underarter finns listade i Catalogue of Life.